# Nü shu
El nü shu (en chino simplificado, 女书; en chino tradicional, 女書; pinyin, nǚ shū; literalmente, ‘escritura de mujeres’) es un sistema de escritura silábico que fue usado entre mujeres en la región de Jiangyong en Hunan, provincia del sur de China antes de extinguirse a principios del siglo XXI.
Nüshu es un idioma fonético y cada uno de sus aproximadamente 600 a 700 caracteres representa una sílaba. Las obras de Nüshu eran una forma para que las mujeres se expresaran comunicando sus penas, compadeciéndose del patriarcado chino y estableciendo conexiones con una comunidad empática. Por lo general, un grupo de tres o cuatro mujeres jóvenes, sin parentesco, se prometían amistad escribiéndose cartas y cantándose canciones en Nüshu entre sí.
No se sabe cuándo surgió el Nüshu, pero pareció haber alcanzado su apogeo durante la última parte de la dinastía Qing (1644-1911). Para preservar la escritura como patrimonio cultural inmaterial, las autoridades chinas establecieron un museo de Nüshu en 2002 y designaron "transmisores de Nüshu" a partir de 2003. Se pusieron de relieve los temores de que las características de la escritura estén siendo distorsionadas por el esfuerzo de comercializarla para la industria turística. por el documental de 2022 Cartas Ocultas.

Nü shu escrito en nushu.

## Idioma
A diferencia del chino escrito, el cual es logográfico (cada carácter representa una palabra o parte de una palabra), el nü shu es fonético, contando entre 600-700 caracteres que representan una sílaba en los lenguajes locales yao y yi.
Esto es aproximadamente la mitad del número necesario para representar todas las sílabas en Xiangnan Tuhua, ya que las distinciones tonales con frecuencia se ignoran, lo que la convierte en "la simplificación más revolucionaria y completa de los caracteres chinos jamás intentada". Zhou Shuoyi, descrito como el único hombre que dominaba la escritura, compiló un diccionario que enumera 1,800 caracteres, variantes y alógrafos.
Se ha sugerido que los caracteres Nüshu parecen ser variantes en cursiva de los caracteres chinos Kaishu, como se puede ver en el nombre de la escritura, aunque algunos han sido modificados sustancialmente para adaptarse mejor a los patrones de bordado. Los caracteres tienen forma de puntos, horizontales, vírgulas y arcos. La escritura se escribe tradicionalmente en columnas verticales que van de derecha a izquierda, pero en contextos modernos se puede escribir en líneas horizontales de izquierda a derecha, al igual que el chino actual. A diferencia del chino estándar, escribir escritura Nüshu con líneas muy finas, casi como hilos, se considera una señal de buena caligrafía.
Aproximadamente la mitad de Nüshu son caracteres chinos modificados utilizados logogríficamente. En alrededor de 100, el carácter completo se adopta con pocos cambios aparte de sesgar el marco de cuadrado a romboide, a veces invirtiéndolos (imagen en espejo) y, a menudo, reduciendo el número de trazos. Otros cien han sido modificados en sus trazos, pero aún son fácilmente reconocibles, al igual que nü 'mujer' arriba. Alrededor de 200 han sido muy modificados, pero aún se pueden discernir rastros del carácter chino original.
El resto de caracteres son fonéticos. Son caracteres modificados, como arriba, o elementos extraídos de caracteres más complejos. Se utilizan 130 valores fonéticos, cada uno de los cuales se utiliza para escribir un promedio de diez palabras homófonas o casi homófonas, aunque también hay alógrafos; las mujeres diferían sobre qué carácter chino preferían por un valor fonético particular.

## Historia
En la antigua Hunan, la enseñanza del nan shu o "escritura de hombres" estaba vedada a las mujeres (véase lenguaje escrito chino). Se inventó entonces el nü shu y fue usado en secreto por las mujeres. Ellas aprendían el idioma transmitido de madres a hijas o entre cuñadas. Algunas veces los caracteres sirvieron como marcos decorativos o en artesanía, dada su forma más estilizada y estética que la forma "masculina". La mayoría de los escritos forman poesías con líneas de verso de cinco o siete caracteres.
Jiebai
Una de las formas clave en las que se difundió y continuó el Nüshu fue a través de Jie Bai, es decir, hermanas juradas. Jiebai creó una hermandad que permitía a las mujeres tener compañeras. Las muchachas solteras a menudo interactuaban entre sí a diario. Ya sea durante la costura en grupo, el bordado o la zapatería, estas chicas trabajaban juntas en una habitación del piso de arriba. Era típico que allí también durmieran juntos. “Este acuerdo condujo a la construcción de vínculos más íntimos a través de la conversación, las señas y el juego”. Sus poemas y canciones “encarnan su testimonio de hermandad”. Aunque las niñas crecieron y se casaron, separadas de sus hermanas, su vínculo permaneció. Era común que esta relación se mantuviera incluso durante el resto de sus vidas.
Esta hermandad jurada era una gran parte del Nüshu, ya que las niñas hacían pactos de hermandad, escribiéndose cartas y canciones en nüshu entre sí. A medida que se acercaban al matrimonio, escribieron textos de boda en Nüshu, también conocidos como sanshaoshu, a la novia. Incluso después del matrimonio, mantuvieron el contacto a través de cartas.
Su Kelian
Su kelian, también conocido como “lamentarse de los miserables”, es un género de escritura que “dio voz a la existencia de las campesinas de Jiangyong como seres vulnerables”. Para combatir los sentimientos de impotencia e impotencia, recurrieron a escribir poesía. Estos sentimientos fueron a menudo es el tema de los poemas escritos por las mujeres Nüshu. Al crear el Nüshu, ahora pudieron comunicar sus emociones a través de historias populares, canciones, oraciones y más, les dio a las mujeres una salida. lleno de ejemplos de las dificultades y desgracias de las mujeres."
Revolución Cultural
A pesar de que la lengua nü shu existía desde el siglo III de nuestra era, no fue conocido al mundo hasta 1983, debido al intenso secretismo que siempre ha rodeado a esta lengua.
Antes de la Revolución Cultural, era costumbre quemar cualquier escrito en nü shu durante el funeral de su autora, para que le acompañaran al otro mundo. Durante la revolución, fueron destruidos miles de manuscritos en nü shu, en parte debido al miedo que provocaba una lengua secreta y en parte por la misión de los Guardianes Rojos de destruir cualquier indicio de culturas antiguas. Como resultado, sobrevivieron muy pocos manuscritos en nü shu.
Tras la Revolución china, las mujeres tuvieron acceso a la educación y el nü shu cayó en desuso. El 23 de septiembre de 2004 murió Yang Huanyi (también llamada Yang Yueqing), de 98 años, viuda de un granjero, la última persona que hablaba este idioma. Yang fue una de las principales representantes de China en la Conferencia de las Naciones Unidas sobre la Mujer, celebrada en Pekín en 1995 y aprovechó esa ocasión para entregar a los estudiosos gran parte de las cartas, poemas y artículos que había escrito en ese lenguaje, que fueron recopilados por la prestigiosa Universidad de Qinghua en un libro publicado el año 2005.
Tras el esfuerzo realizado por la señora Huanyi, el gobierno chino ha empezado a esforzarse por recoger y recopilar los escritos, a fin de poder conservarlo como parte invaluable de la rica y rara herencia cultural china.

## Situación actual
En verano del 2005, el sistema de escritura estaba siendo preparado para convertirse en el centro del turismo local, con previsiones para la realización de conexiones de autobús desde otras áreas de China a finales del año. El Jardín de Nü Shu en Jiangyong posee una gran aula educativa abierta a los estudiosos del tema y una pequeña colección de bordado, "cartas del tercer día" donadas a recién casadas y utensilios de la vida diaria de las mujeres locales. Hay dos maestros de nü shu en el centro y unos treinta a cuarenta estudiantes que han completado el curso de un año.
En el pueblo, la señora He realiza "cartas del tercer día" en nü shu con traducciones en mandarín, encuadernados en la tela tradicional y cubiertas bordadas, y las vende a estudiosos y turistas. Está enseñando a su nieta a escribir en nü shu.
La escritura y lo que la rodea han atraído inversiones extranjeras, con dinero de Hong Kong pagando infraestructuras en posibles centros turísticos y una beca de 209.000$ de la Ford Foundation para construir un museo del nü shu, abierto en 2007.

## Adopción
La escritura Nüshu se utiliza para escribir una variedad china local distinta conocida como Xiangnan Tuhua que es hablada por el pueblo Yao sinizado de la región del río Xiao y el río Yongming en el norte del condado de Jiangyong, Hunan. Este dialecto, que difiere lo suficiente de los de otras partes de Hunan como para que haya poca inteligibilidad mutua, es conocido por sus hablantes como [tifɯə] "lengua Dong". Está escrito únicamente en escritura Nüshu. Hay opiniones diferentes sobre la clasificación de Xiangnan Tuhua, ya que tiene características de varias variedades chinas diferentes. Algunos estudiosos lo clasifican como chino Xiang o Pinghua y otros lo consideran un dialecto híbrido. Además de hablar tuhua, la mayoría de la población local de Jiangyong es bilingüe en el dialecto de Hunan del mandarín del suroeste, que utilizan para comunicarse con personas de fuera del área donde se habla tuhua, así como para algunas ocasiones formales. Si se escribe mandarín del sudoeste de Hunan, siempre se escribe utilizando caracteres chinos estándar y no con la escritura Nüshu.
El condado de Jiangyong tiene una población mixta de chinos Han y Yao, pero Nüshu se usa solo para escribir el dialecto chino local (Xiangnan Tuhua, 湘南土話), y no se conocen ejemplos de escritura que se use para escribir el idioma Yao local.

## Obras
Las obras de Nüshu eran una forma para que las mujeres se lamentaran comunicando sus penas y estableciendo conexiones con una comunidad empática.
Un gran número de obras de Nüshu eran "misivas del tercer día" (三朝书; 三朝書; sānzhāoshū). Eran folletos encuadernados en tela creados por laotong, "hermanas juradas" (结拜姊妹; 結拜姊妹; jiébàizǐmèi) y madres y entregados a sus contrapartes "hermanas juradas" o hijas al casarse. Escribieron canciones en Nüshu, que fueron entregadas al tercer día de casada de la joven. De esta manera expresaron sus emociones, esperanzas por la felicidad de la joven que había dejado el pueblo para casarse y su dolor por haberse separado de ella.
Otras obras, incluidos poemas y letras, se tejieron a mano en cinturones y correas o se bordaron en prendas y artículos cotidianos. Otros tipos de obras de Nüshu incluían baladas, autobiografías, biografías y oraciones.